# Dustin Moskovitz
Dustin Moskovitz (sinh ngày 22 tháng 5 năm 1984 tại Gainesville, Florida, Hoa Kỳ) là một doanh nhân và là người đồng sáng lập Facebook cùng với Mark Zuckerberg, Eduardo Saverin và Chris Hughes. Moskovitz sở hữu 6% cổ phần của Facebook. Moskovitz cũng đồng thời là đồng sáng lập và CEO của Asana.
Năm 2011, Moskovitz được Forbes xếp là tỉ phú trẻ nhất thế giới với cổ phần của mình ở Facebook. Moskovitz trẻ hơn Mark Zuckerberg 8 ngày tuổi.
Tháng 3 năm 2011, Forbes ước lượng tài sản của Moskovitz tăng hơn so với năm ngoái khoảng 2,7 tỉ đô-la Mỹ. Có được điều này là do giá trị cổ phần của Moskovitz trong Facebook đã tăng lên cùng với sự đi lên về giá trị của nền tảng công ty do những sự đầu tư gần đây lên đến 50 tỷ đô-la Mỹ.

## Quá trình giáo dục
Moskovitz sinh tại Gainesville, Florida và lớn lên tại Ocala, Florida, học tại trường phổ thông Vanguard, tốt nghiệp từ chương trình chứng chỉ IB. Moskovitz theo học trường đại học Harvard ngành kinh tế trong vòng 2 năm trước khi chuyển đến Palo Alto để làm việc toàn thời gian cho Facebook.

## Sự nghiệp

### Ở Facebook
Bốn người bạn cùng ký túc xá - Mark Zuckerberg, Eduardo Saverin, Chris Hughes và Dustin Moskovitz, đã sáng lập ra Facebook trong phòng ký túc xá của họ ở đại học Harvard. Ban đầu là Thefacebook.com, Facebook dự định sẽ là một danh bạ trực tuyến của sinh viên Harvard để giúp các sinh viên cư trú xác định những thành viên của các ký túc xá khác. Tháng 7 năm 2004, Zuckerberg và Moskovitz bỏ học 1 năm ở Harvard và chuyển cơ sở của Facebook về Palo Alto, California.
Tại Facebook, với việc là giám đốc công nghệ (tiếng Anh: Chief Technology Officer, CTO) đầu tiên của công ty và sau đó là phó chủ tịch về mảng kỹ thuật, Moskovitz dẫn đầu về mảng công nghệ và trông nom trang web vốn là một công trình to lớn, cũng như chịu trách nhiệm về chiến lược và sự phát triển của trang web trên các thiết bị di động.

### Sau khi rời Facebook
Ngày 3 tháng 10 năm 2008, Moskovitz thông báo rời Facebook để thành lập một công ty mới với Justin Rosenstein hay được gọi là nSu, một nhà quản lý kỹ thuật cũ của Facebook, người đã từng làm việc tại Google và được Moskovitz tuyển mộ. Trước sự việc đó, Mark Zuckerberg, CEO của Facebook, đã nói: "Dustin luôn đặt lợi ích của Facebook lên hàng đầu và sẽ luôn là người tôi tìm đến khi cần lời khuyên".
Tháng 11 năm 2009, Moskovitz và Rosenstein chi 9 triệu đô-la Mỹ từ quỹ của họ từ Benchmark Capital và Andreessen Horowitz cho công ty mới, theo đó là 1,2 triệu đô-la Mỹ đầu tư từ các nhà đầu tư bao gồm Ron Conway, Peter Thiel, Mitch Kapor, Owen van Natta, Sean Parker và Jed Stremel.
Ngày 7 tháng 2 năm 2011, Moskovitz và Rosenstein đưa ra Asana, một phần mềm ứng dụng được thiết kế nhằm cải thiện cách mọi người hợp tác với nhau trong một nhóm và quản lý dự án.
Moskovitz là nhà đầu tư lớn nhất của website chia sẻ ảnh trên di động, Path, hoạt động bởi một nhân viên cũ của Facebook, David Morin.

## Sự miêu tả trên truyền thông
Trong phim The Social Network (một bộ phim nói về sự thành lập Facebook), vai Moskovitz được đóng bởi diễn viên Joseph Mazzello.